# Championnats de Hong Kong de cyclisme sur piste
Les championnats de Hong Kong de cyclisme sur piste sont les championnats nationaux de cyclisme sur piste de Hong Kong.

## Palmarès

### Hommes

#### Kilomètre
| Année | Vainqueur       | Deuxième     | Troisième   |
| ----- | --------------- | ------------ | ----------- |
| 2013  | King Wai Cheung | Shiu Ka Ming | Wu Lok Chun |

#### Keirin
| Année | Vainqueur       | Deuxième             | Troisième       |
| ----- | --------------- | -------------------- | --------------- |
| 2013  | Cheung King Wai | Wu Lok Chun          | Shiu Ka Ming    |
| 2015  | Chau Dor Ming   | Leung Chun Wing      | Choy Hiu Fung   |
| 2017  | Chau Dor Ming   | Matthew Fung Pak Hei | Wong Tsz Chin   |
| 2018  | Law Tsz Chun    | Chau Dor Ming        | Leung Chun Long |

#### Vitesse individuelle
| Année | Vainqueur     | Deuxième        | Troisième            |
| ----- | ------------- | --------------- | -------------------- |
| 2013  | Shiu Ka Ming  | Kwok Ho Ting    | Cheung King Wai      |
| 2015  | Chau Dor Ming | Leung Ka Yu     | Law Kwun Wa          |
| 2017  | Chau Dor Ming | To Cheuk Hei    | Matthew Fung Pak Hei |
| 2018  | Law Tsz Chun  | Leung Chun Long | Chau Dor Ming        |

#### Vitesse par équipes
| Année | Vainqueur                               | Deuxième | Troisième |
| ----- | --------------------------------------- | -------- | --------- |
| 2015  | Leung Chun Wing Leung Ka Yu Law Kwun Wa |          |           |

#### Poursuite individuelle
| Année | Vainqueur       | Deuxième        | Troisième   |
| ----- | --------------- | --------------- | ----------- |
| 2013  | Kwok Ho Ting    | Cheung King Wai | Wu Lok Chun |
| 2017  | Leung Chun Wing | Cheung King Lok | Ko Siu Wai  |

#### Poursuite par équipes
| Année | Vainqueur                                                          | Deuxième                                                      | Troisième |
| ----- | ------------------------------------------------------------------ | ------------------------------------------------------------- | --------- |
| 2013  | Cheung Fu Shiu Cheung King Wai Ko Siu Wai Kwok Ho Ting             | Ming Tsang Kai Shiu Ka Ming Wu Lok Chun Ying Hon Ronald Yeung |           |
| 2014  | Leung Chun Wing Leung Ka Yu Wu Lok Chun Cheung King Wai            |                                                               |           |
| 2015  | Leung Chun Wing Leung Ka Yu Maximilian Gil Mitchelmore Law Kwun Wa |                                                               |           |

#### Course aux points
| Année | Vainqueur       | Deuxième        | Troisième                  |
| ----- | --------------- | --------------- | -------------------------- |
| 2015  | Leung Chun Wing | Lau Wan Hei     | Maximilian Gil Mitchelmore |
| 2017  | Mow Ching Ying  | Cheung King Lok | Leung Chun Wing            |
| 2018  | Cheung King Lok | Leung Ka Yu     | Mow Ching Yin              |

#### Scratch
| Année | Vainqueur       | Deuxième        | Troisième       |
| ----- | --------------- | --------------- | --------------- |
| 2015  | Leung Chun Wing | Lau Wan Yau     | Leung Ka Yu     |
| 2017  | Leung Ka Yu     | Leung Chun Wing | Mow Ching Ying  |
| 2018  | Fung Ka Hoo     | Lau Wan Hei     | Cheung King Lok |

#### Omnium
| Année | Vainqueur       | Deuxième        | Troisième                  |
| ----- | --------------- | --------------- | -------------------------- |
| 2013  | Kwok Ho Ting    | Cheung King Wai | Ko Siu Wai                 |
| 2015  | Leung Chun Wing | Fung Ka Hoo     | Maximilian Gil Mitchelmore |
| 2017  | Leung Chun Wing | Ko Siu Wai      | Leung Ka Yu                |
| 2018  | Leung Ka Yu     | Fung Ka Hoo     | Leung Chun Wing            |

### Femmes

#### 500 mètres
| Année | Vainqueur   | Deuxième     | Troisième   |
| ----- | ----------- | ------------ | ----------- |
| 2013  | Wai Sze Lee | Wai Ting Liu | Qianyu Yang |

#### Keirin
| Année | Vainqueur      | Deuxième       | Troisième           |
| ----- | -------------- | -------------- | ------------------- |
| 2013  | Wai Sze Lee    | Xiao Juan Diao | Hiu Tung Tsang      |
| 2015  | Zhao Juan Meng | Yao Pang       | Yang Qian Yu        |
| 2018  | Wai Sze Lee    | Li Yin Yin     | Jessica Lee Hoi-yan |

#### Vitesse individuelle
| Année | Vainqueur      | Deuxième            | Troisième    |
| ----- | -------------- | ------------------- | ------------ |
| 2013  | Wai Sze Lee    | Hiu Tung Tsang      | Wai Ting Liu |
| 2015  | Zhao Juan Meng | Yang Qian Yu        | Yao Pang     |
| 2017  | Ma Wing Yu     | Li Yin Yin          |              |
| 2018  | Wai Sze Lee    | Jessica Lee Hoi-yan | Ma Wing Yu   |

#### Vitesse par équipes
| Année | Vainqueur                   | Deuxième | Troisième |
| ----- | --------------------------- | -------- | --------- |
| 2015  | Zhao Juan Meng Yang Qian Yu |          |           |

#### Poursuite individuelle
| Année | Vainqueur    | Deuxième       | Troisième    |
| ----- | ------------ | -------------- | ------------ |
| 2013  | Jamie Wong   | Xiao Juan Diao | Yang Qian Yu |
| 2017  | Bo Yee Leung | Yao Pang       | Yang Qian Yu |

#### Poursuite par équipes
| Année | Vainqueur                                             | Deuxième                                             | Troisième |
| ----- | ----------------------------------------------------- | ---------------------------------------------------- | --------- |
| 2013  | Xiao Juan Diao Zhao Juan Meng Jamie Wong Yang Qian Yu | Wai Sze Lee Bo Yee Leung Wai Ting Liu Hiu Tung Tsang |           |

#### Course aux points
| Année | Vainqueur    | Deuxième       | Troisième    |
| ----- | ------------ | -------------- | ------------ |
| 2015  | Bo Yee Leung | Zhao Juan Meng | Yao Pang     |
| 2017  | Yang Qian Yu | Xiao Juan Diao | Yao Pang     |
| 2018  | Yang Qian Yu | Xiao Juan Diao | Bo Yee Leung |

#### Américaine
| Année | Vainqueur            | Deuxième                    | Troisième                         |
| ----- | -------------------- | --------------------------- | --------------------------------- |
| 2018  | Yao Pang Qianyu Yang | Bo Yee Leung Wing Yee Leung | Zhaojuan Meng Jessica Lee Hoi-yan |

#### Scratch
| Année | Vainqueur      | Deuxième     | Troisième      |
| ----- | -------------- | ------------ | -------------- |
| 2015  | Zhao Juan Meng | Yang Qian Yu | Bo Yee Leung   |
| 2017  | Xiao Juan Diao | Yang Qian Yu | Wing Yee Leung |
| 2018  | Xiao Juan Diao | Yang Qian Yu | Bo Yee Leung   |

#### Omnium
| Année | Vainqueur      | Deuxième       | Troisième    |
| ----- | -------------- | -------------- | ------------ |
| 2013  | Xiao Juan Diao | Yao Pang       | Jamie Wong   |
| 2015  | Yao Pang       | Zhao Juan Meng | Yang Qian Yu |
| 2018  | Xiao Juan Diao | Leung Hoi Wah  | Ma Yin Yu    |